# Гончаренко Петро Федорович
Петро Федорович Гончаренко (11 жовтня 1911, Ольшани — 2000) — бандурист, композитор, конструктор та майстер бандур, довголітній адміністратор Української Капели Бандуристів ім. Т. Г. Шевченка в м. Детройт, США.

## Життєпис
Народився в селі Ольшани (Вільшани), тоді Київщина. Зацікавився грою на бандурі в 1928 р. В 1932 р. переїхав на Донбас. Закінчив Артемівський педагогічний інститут, факультет біології та хімії. Став вчителем у школі, а згодом заступник директора. Під час війни разом з братом попадає в Німеччину, де в 1945 р. почав майструвати бандури для Української Капели Бандуристів в Інґольштадті. Після війни із братом приєднався до УКБ, де вони навчали майстрів бандури, серед яких Василь Гірич, Павло Степовий та ін.
Разом з братом Олександром був конструктором нової універсальної бандури «Полтавка», на якій можна було грати і київським, і харківським способами. У майстерні виготовили 25 подібних бандур. Пізніше в Ґослярі зробив іще 25 бандур для капели бандуристів ім. М. Леонтовича. З 1946 в УКБ ім. Т. Шевченка. Один з основоположників Капели бандуристів ім. М. Леонтовича (1946—1947).
З 1950 р. адміністратор УКБ ім. Т. Шевченка. У 1967 році вийшла платівка «Козак Мамай». Автор 23 інструментальних творів для бандури (знокрема, «Музичний момент», «Таращанський козачок», «Гетьманський танець» та інші).